# Emil Just
Emil Just (ur. 18 czerwca 1885 w Brodnicy, zm. 21 stycznia 1947 w Kownie) – niemiecki generał major, dowódca Nadkomendantury Polowej w okupowanej Litwie.

## Kariera
Just walczył podczas I wojny światowej, gdzie dosłużył się stopnia kapitana. Od listopada 1918 roku do sierpnia 1919 roku był dowódcą stworzonego przez siebie Grenzschutz-Bataillon III, w Bydgoszczy, który walczył przeciwko powstańcom wielkopolskim, a do końca stycznia 1920 roku pełnił służbę w berlińskiej Policji. W 1924 roku wstąpił do Abwehry. W czasie II wojny światowej był m.in. attaché wojskowym w Rumunii i dowódcą Nadkomendantury Polowej w okupowanej Litwie. Awansowany w październiku 1942 roku, do stopnia Generalmajor. Zwolniony ze służby 31 stycznia 1945 roku, wrócił do Berlina. Po zajęciu miasta przez Armię Czerwoną, aresztowany przez Sowietów. Stracony w styczniu 1947 roku pod zarzutem popełnienia zbrodni wojennych.

## Odznaczenia (wybrane)
- Krzyż Żelazny I klasy – 1915
- osmański Medal Wojenny – 1917
- Krzyż Zasługi Wojennej I klasy – 1942
- Srebrny Krzyż Niemiecki – 1944